# Masdevallia tuerckheimii
Masdevallia tuerckheimii är en orkidéart som beskrevs av Oakes Ames. Masdevallia tuerckheimii ingår i släktet Masdevallia och familjen orkidéer. Inga underarter finns listade i Catalogue of Life.